# نيك باول
نيكولاس إدوارد «نيك» باول (من مواليد 23 مارس 1994) هو لاعب كرة قدم إنجليزي يلعب كلاعب خط وسط متقدم لويجان اثليتيك على سبيل الإعارة من مانشستر يونايتد.
وقد مثل أيضا إنجلترا على جميع المستويات من الشباب دون سن 16 إلى سن 21.
بدأ حياته المهنية في كرو، في البداية كمهاجم، حيث كان أول ظهور له في سن ال 16، وبعد تألقه في كرو خلال موسم 2011-12، بما في ذلك التسجيل في المبارة النهائية 2-0 في الدوري الإنجليزي للدرجة الثانية، انتقل إلى مانشستر يونايتد في صيف عام 2012.

## سيرة اللاعب
كرو ألكساندرا
بدأ باول مسيرته في نادي كرو ألكساندرا، وانضم إلى النادي وهو يبلغ من العمر خمس سنوات . لعب لأول مرة لكرو في 19 أغسطس 2010، في مباراة الدوري الإنجليزي الدرجة الثانية ضد تشلتنهام، التي انتهت بهزيمة 3-2.
في سن ال 16 أتى في الشوط الثاني بديلا لكلايتون دونالدسون، ليصبح ثاني اصغر لاعب يلعب لكرو .
يوم 27 مايو 2012، سجل باول أهم هدف في مسيرته حتى الآن، من تسديدة من خارج منطقة الجزاء في الزاوية العليا في الفوز 2-0 على تشيلتنهام تاون في عام 2012 في المبارة الفاصلة للدوري الإنجليزي للدرجة الثانية في ملعب ويمبلي ، حيث صعد كرو للدرجة الأولى .
في نهاية موسم 2011-12 ،انهى باول الموسم في صدارة قائمة هدافي النادي مع ما مجموعه 15 هدفا في جميع المسابقات .
مانشستر يونايتد
انضم باول إلى مانشستر يونايتد من كرو ألكساندرا يوم 2 يوليو عام 2012 في صفقة ذكرت أن قيمتها تصل إلى 6 ملايين جنيه استرليني، اعتمادا على النجاح والظهور في المستقبل.
باول لعب أول مباراة له مع مانشستر يونايتد في 21 يوليو 2012 كبديل في الشوط الثاني في مرحلة الاعداد ما قبل الموسم ضد أياكس كيب تاون في جنوب أفريقيا.
بعد أربعة أيام، قدم مبارته الأولى لمانشستر يونايتد في مباراة ودية استعدادا للموسم الجديد ضد شنغهاي شينهوا.
لعب لأول مرة الدوري الممتاز ضد ويجان اثليتيك في مباراة الفوز 4-0 في 15 سبتمبر 2012،كبديل عن ريان غيغز في الدقيقة 71 ، و بعد ذلك، سجل هدفه الأول لمانشستر يونايتد في الدقيقة 82 بعد أن تلقى تمريرة من خافيير هيرنانديز .
 إعارة لويجان أثلتيك 
يوم 2 سبتمبر عام 2013، انضم باول ويجان اثليتيك على سبيل الإعارة لمدة موسم، على خطى زميله لاعب مانشستر يونايتد توم كليفيرلي الذي كان في السابق على سبيل الإعارة في النادي .
ثم توجه باول ليسجل أول هدف ويجان في أوروبا، ضد ماريبور يوم 3 أكتوبر عام 2013، وأضاف في وقت لاحق الهدف الثالث في الفوز 3-1 لفريقه .
ثم زاد باول رصيده إلى ثلاثة الأوروبي مع التعادل بقدمه اليمنى في مباراة ويجان ضد روبين كازان.

## روابط خارجية
- نيك باول على موقع قاعدة بيانات كرة القدم.إي يو (الإنجليزية)
- نيك باول على موقع Soccerbase.com (لاعب) (الإنجليزية)
- نيك باول على موقع Soccerway.com (الإنجليزية)
- نيك باول على موقع عالم كرة القدم.نت (الإنجليزية)
- نيك باول على موقع AS.com (الإسبانية)